# Ucháč obrovský
Ucháč obrovský (Gyromitra gigas (Krombh.) Cooke 1878) je jedlá jarní vřeckovýtrusná houba z čeledi desticovité (Discinaceae) vyznačující se mozkovitě zprohýbaným kloboukem.

## Popis

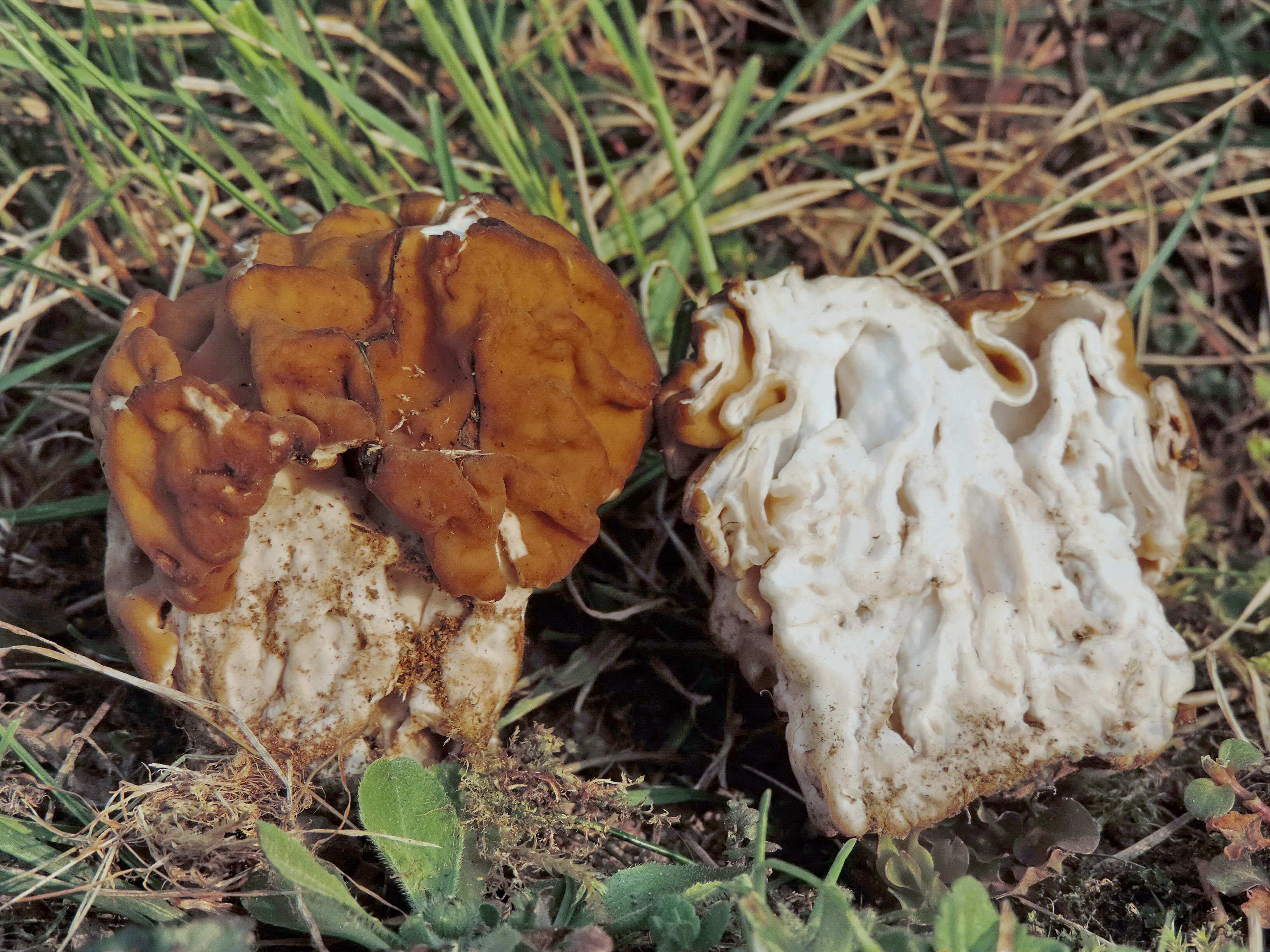
Ucháč obrovský (Gyromitra gigas), řez plodnicí. Ta je uvnitř komůrkatě dutá.

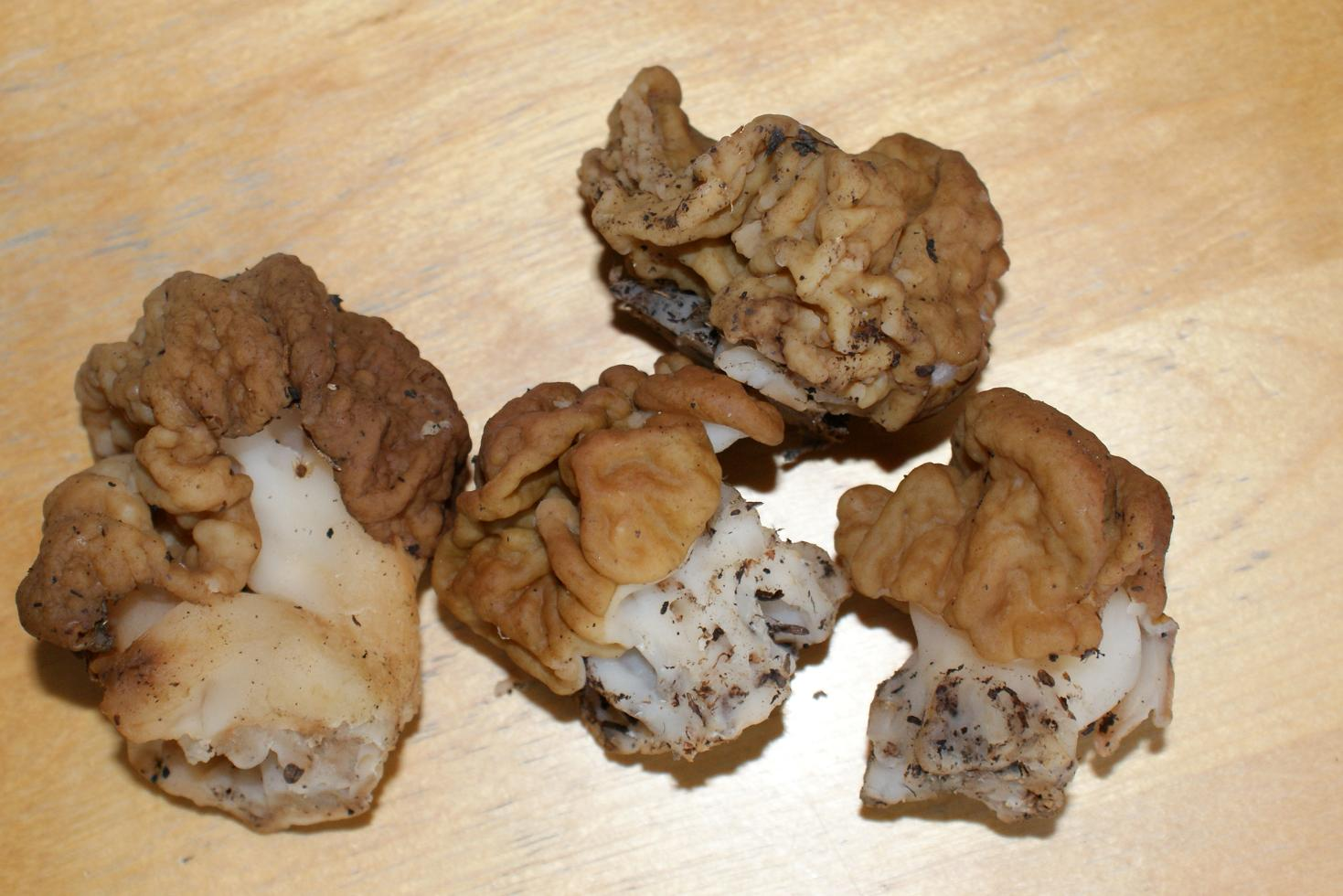
Sesbírané plodnice ucháče obrovského.

### Makroskopický
Plodnice, typu apothecium, je velká asi 5–20 cm, rozdělená na mohutný klobouk a zpravidla krátký třeň. Uvnitř je sklípkatě členěná na nepravidelné dutiny.
Klobouk je nepravidelného oblého tvaru, na celém povrchu nápadně široce laločnatě zvrásněn do podlouhlých oblých hrbolů, stočených lalůčků až zkroucených širokých střevovitých kliček, místy až charakterem připomínajícím povrch lidského mozku. Barva klobouku je okrová, později žlutohnědá až olivově či rezavě žlutohnědá. Povrch klobouku je pokryt výtrusorodým rouškem (theciem). Rozměry klobouku činí 5–18 cm na výšku i šířku.
Třeň je široký až téměř stejně jako klobouk, obvykle poměrně krátký (3–8 cm), nepravidelně tvarovaný, na povrchu zprohýbaný. Jeho barva je špinavě bělavá, nažloutlá, až okrově šedavá.
Dužnina je poměrně tenká, dosti křehká, bělavá, v duté plodnici tvořící přepážky mezi jednotlivými dutinami. Má příjemnou vůni i chuť.

### Mikroskopický
Výtrusy jsou uloženy po osmi ve vřecku, mají elipsoidní tvar, na pólech bradavkovité výrůstky, rozměry 25–40 × 10–15 µ. Výtrusný prach je bíle zbarven.

## Výskyt
Ucháč obrovský není hojný, roste od března do května zpravidla na zbytcích dřeva ponořených v zemi a na kořenech trouchnivých pařezů jehličnanů i listnáčů nebo i na tlejících pařezech a kmenech, na vlhčích mýtinách se smrkovými pařezy, v pařezinách, smrčinách i dalších jehličnatých lesích, ale rovněž i v doubravách, olšinách, lipových hájích se zbytky dřeva  apod.

## Použití
Ucháč obrovský je jedlý a velmi chutný. Je však doporučováno jej před přípravou jídla povařit a vodu slít. Rovněž je radno vyhnout se sběru starších plodnic. Nebezpečí při sběru tohoto druhu tkví zejména v možnosti záměny za značně podobný jedovatý druh ucháč obecný (rozdíly viz dále). Sběr ucháče obrovského proto bývá doporučován jen osobám, které oba druhy spolehlivě znají a rozeznají.

## Podobné druhy
- Značně podobný je ucháč obecný (Gyromitra esculenta), což je nebezpečně jedovatý druh. Ucháč obecný se odlišuje zejména tmavě červenohnědým až kaštanovým kloboukem, jemnějšími, užšími a hustšími mozkovitými závity na klobouku,[10][11] celkově drobnějším vzrůstem a obvykle užším třeněm. Jde o místy hojnou, rovněž jarní houbu převážně jehličnatých lesů, rostoucí na holé půdě i ze dřevních zbytků.
- Velmi podobný je i ucháč svazčitý (Gyromitra fastigiata), což je rovněž jedlá houba, vyskytující se dost vzácně na jaře v doubravách a jiných listnatých lesích, spíše v teplejších oblastech. Má rezavě hnědý klobouk, rozdělený v několik švem srostlých zploštělých cípů.

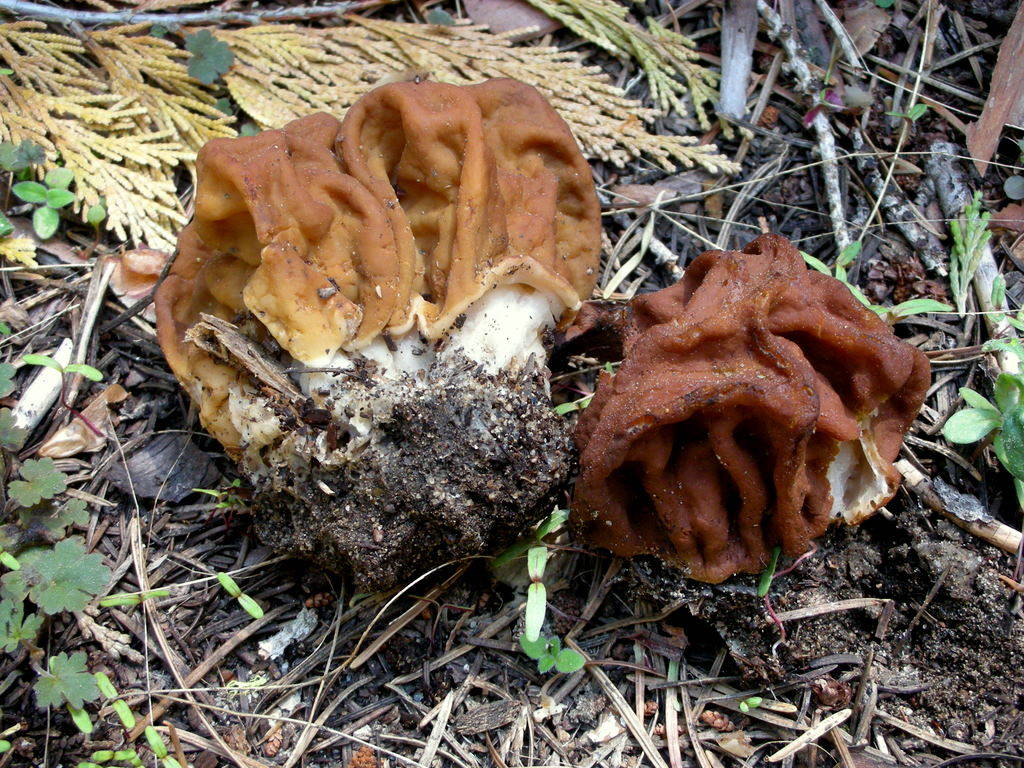
Ucháč obrovský (Gyromitra gigas)
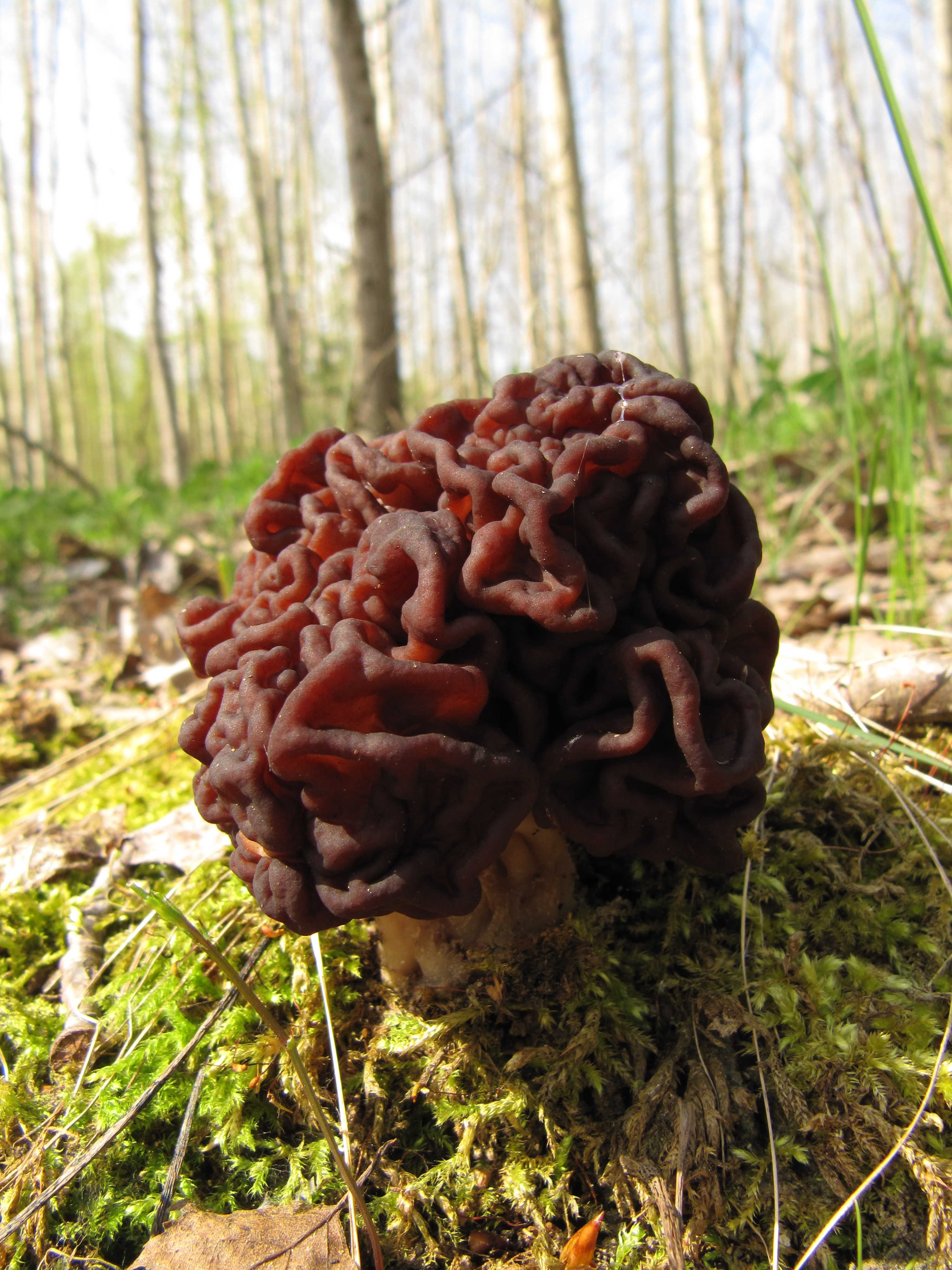
Ucháč obecný (Gyromitra esculenta), jedovatý!
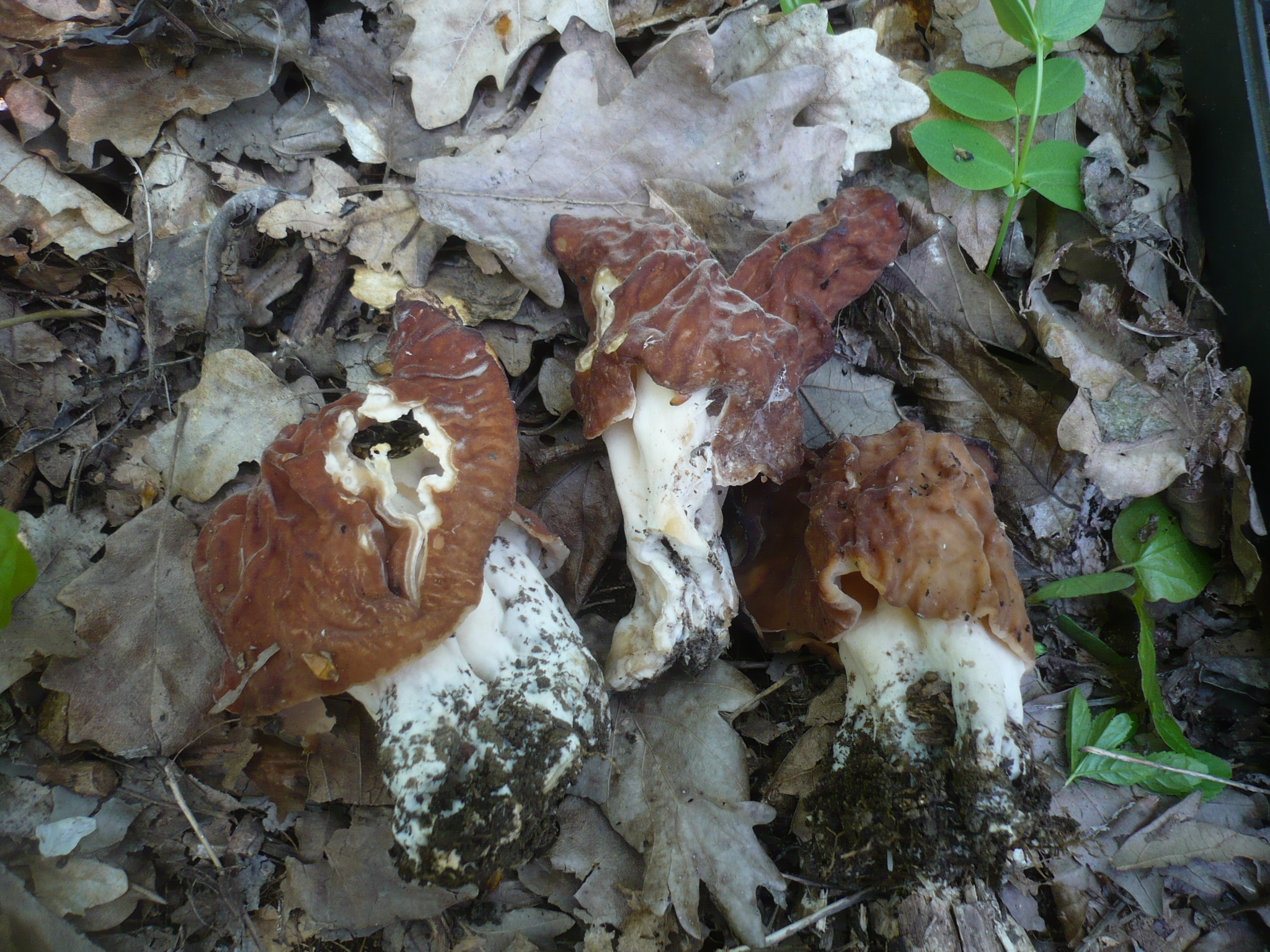
Ucháč svazčitý (Gyromitra fastigiata)